# Isabelle Hayeur (artiste plasticien)
Pour les articles homonymes, voir Isabelle Hayeur (homonymie).
Isabelle Hayeur est une artiste des arts visuels née en 1969, à Montréal (Québec, Canada). Elle a étudié les arts plastiques à l'Université du Québec à Montréal (UQAM) obtenant un baccalauréat en 1997 et une maîtrise en 2002.

## Biographie
À ses débuts, la pratique artistique d'Isabelle Hayeur est orientée surtout autour de la video. En 1997, elle est l'une des fondatrices du collectif Perte de signal, consacré aux arts médiatiques, dans lequel elle s'implique jusqu'en 2000.
Elle se fait connaître en 2001 dans le cadre du Mois de la photo à Montréal, alors qu'elle présente son exposition individuelle Chantiers au Centre des arts actuels Skol, pour laquelle elle reçoit le Prix de la relève.

## Pratique artistique
Artiste de l’image, elle travaille essentiellement en photographie et en vidéo. Elle réalise des corpus de photographies grands formats, des monobandes vidéo et des installations in situ. Son approche se situe dans la perspective d'une critique écologique et urbanistique. Les discours entourant la question environnementale, comme les problématiques d'aménagement du territoire, viennent nourrir sa vision.

## Œuvres

### Installations vidéo
- 2004: Issue
- 2007: Tunnel Vision 01 et 02
- 2010: L'or blanc 2010: Fire with Fire
- 2012: Rising
- 2013: Épaves 2013: Innerland
- 2014: Murs aveugles
- 2015: Agora

### Monobandes vidéo
- 1995: Mine eye
- 1996: Passage sous zéro
- 1997: Voyage d'hiver
- 1998: Si jamais la mer
- 1999: Traverse
- 2000: Vertige
- 2005: Drifting
- 2009: Losing Ground, Hindsight
- 2010: The Fire Thef, Private Views
- 2012: Uprooted, Castaway
- 2013: Flow, Aftermaths
- 2014: La saison sombre, Mirages
- 2015: Hybris, Pulse, Solastalgia, Silent Spring
- 2016: Desert Shores
- 2019: Fragile Dream, Adrift
- 2020: Coal Spell, Affluence, Between wind and water
- 2021: Hygieia, Liquidity, Anomie, The Witches Came Back To Save Us All, Chlorosis, Chimères
- 2022: Thank you People's Convoy!, Dollar Tree
- 2023: Patsiata phantom of dust
- 2024: Borderland, Holiday Out

### Installations photographiques
- 1996: Instants détournés

### Œuvres interactives web
- 1998 - 2000: Si / Jamais
- 2001: Capella

## Expositions
- Musée du Bas Saint-Laurent, 2022
- Hiroshima City Museum of Contemporary Art, 2017
- Art Gallery of Windsor, 2017
- University Art Gallery, University of Pittsburgh, 2017
- Musée d'art de Joliette[6], 2017
- Rencontres internationales de la photographie en Gaspésie[7], 2016
- The Southern Alberta Art Gallery, 2007
- Musée national des beaux-arts du Québec[8], 2007
- Les rencontres de la photographie à Arles, 2006
- Oakville Galleries, 2006
- Musée d'art contemporain de Montréal, 2005
- The Neuer Berliner Kuntsverein (Berlin) 2005
- The Casino Luxembourg forum d'art contemporain, 2005
- The Agnes Etherington Art Center, 2005
- Prefix Institute of Contemporary Art, 2005
- The Massachusetts Museum of Contemporary Art, 2004 - 2005

## Œuvres publiques
- Commencements, une œuvre photographique intégrée à la Maison Jacques-Parizeau de l'Assomption, 2021
- Émergences, un polyptyque photographique intégré au Centre hospitalier régional de Lanaudière, 2021
- Passage, une œuvre photographique intégrée au Collège de l’Assomption, 2020
- Adrift, œuvre vidéo commandée par le Louisiana Philharmonic Orchestra, Nouvelle-Orléans, 2017
- Absence, une œuvre photographique intégrée à la bibliothèque de Notre-Dame-du-Laus, 2017
- Rising, une installation vidéo intégrée à l'aéroport International de Denver, 2013
- Sommeil (ou Les séjours sous terre): une œuvre photographique intégrée au réseau piétonnier de la ville intérieure de Montréal (quartier international) - réalisée au cours des années 2005 et 2006.
- Songes: un triptyque photographique intégré à l'architecture de la maison culturelle et communautaire de Montréal-Nord - réalisé au cours des années 2005 et 2006.

## Prix et distinctions
- The Prefix Prize (2025)[9]
- Prix du CALQ – Artiste de l’année dans Lanaudière (2022)
- Prix de la Fondation Hnatyshyn pour les arts visuels (2021)
- Prix du duc et de la duchesse d’York en photographie (2019)
- Prix OFQJ, Champ Libre, Le Fresnoy (2004). Prix décerné à la meilleure œuvre d'art lors de La 6e Manifestation internationale vidéo et art électronique de Montréal.
- Prix Contact (2001). Prix décerné à un artiste de la relève dans le cadre du Mois de la photo, Montréal[10].

## Publications
- Peggy Gale, Mona Hakim, Ann Thomas, Isabelle Hayeur, monographie, Plein sud édition, Galerie d’art Antoine-Sirois de l’Université de Sherbrooke, Maison des arts de Laval, 2020
- Bilbo Cyr, Alain Deneault, Isabelle Hayeur, Le Camp de la rivière, Édition et conception graphique par Isabelle Hayeur, 2020
- Raymond Beaudry, Isabelle Hayeur, Dépayser / Strangeland, Édition et conception graphique par Isabelle Hayeur, 2019
- Isabelle Hayeur : République, Les éditions Escuminac, 2016[11]
- Marcel Blouin, Frank Michel et Bénédicte Ramade, Isabelle Hayeur : Vraisemblances/Versimilitudes, catalogue d'exposition, éditions EXPRESSION et Musée régional de Rimouski, 2014
- Pascale Bureau, Isabelle Hayeur, Dazibao et VU, coll. Monographies, 2013
- Chris Balashak, Maisons modèles, Centre Sagamie, 2008
- Isabelle Hayeur, Inhabiting : the works of Isabelle Hayeur / Habiter : les oeuvres d'Isabelle Hayeur, catalogue d'exposition, Oakville Galleries et Musée national des beaux-arts du Québec, 2006